# Zdeněk Rychtrmoc
Zdeněk Rychtrmoc (* 6. ledna 1929) byl český a československý politik Komunistické strany Československa, poslanec České národní rady a Sněmovny národů Federálního shromáždění na počátku normalizace.

## Biografie
K roku 1969 se uvádí původní profesí sedlář, bytem Vysoká nad Labem. Absolvoval jedenáctiletou školu a v době svého nástupu do parlamentu pracoval jako zámečník v n. p. Chepos, Hradec Králové. Byl členem finanční komise MNV ve Vysoké nad Labem.
Po provedení federalizace Československa usedl v lednu 1969 do Sněmovny národů Federálního shromáždění. Do federálního parlamentu ho nominovala Česká národní rada, kde rovněž zasedal. Ve federálním parlamentu setrval do prosince 1969, kdy rezignoval na mandát.